# Sthlm (TV-serie)
Sthlm (Stockholm), svensk TV-serie i sex delar från 2008 med manus och regi av Håkan Lindhé.

## Del 1 (Johan)
Handling: Johan har det jobbigt med sin psykiskt sjuka mamma som tror att hon är en kunglig höghet. Han försöker frigöra sig från henne, vilket inte är det lättaste.
- Erik Johansson - Johan
- Eva Fritjofson - Mamma Louise
- Eva Röse - Elin
- Andreas Nilsson - P-G, Personalchef på Elgiganten
- Svetlana Rodina Ljungkvist - Dr. Bogren
- Jens Hultén - Skötare
- Nicklas Gustavsson - Säkerhetsvakt
- Christian Wennberg - Kund på Elgiganten

## Del 2 (Farouk)
Handling: Farouk är en uttråkad taxichaufför, men när en gravid kvinna behöver skjuts till sjukhus tar han ett större ansvar än vad en vanlig taxichaufför skulle göra, då kvinnan är psykiskt sjuk och vill bli av med sitt nyfödda barn.
- Michalis Koutsogiannakis - Farouk
- Johanna Wilson - Johanna, den gravida kvinnan
- Björn Bengtsson - Claes
- Susan Taslimi - Farouks fru
- Sannamari Patjas - Barnmorska

## Del 3 (Adam)
Handling: Adam är en nioårig ensam pojke med ganska oansvariga föräldrar. När pappan hämtar honom efter skolan på fredagen har han andra planer för helgen: att åka med sin polare på en glassig båt och festa, och Adam måste följa med.
- Kristoffer Stålfors - Adam
- Peter Engman - Pappa Micke
- Mattias Silvell - Kricke
- Helena af Sandeberg - Isabel
- Linda Santiago - Mamma
- Claudia Galli - Adams Lärare

## Del 4 (Kerstin)
- Erika Höghede - Kerstin
- Jonatan Blode - Happy
- Nadja Weiss - Sanna
- Claes Ljungmark - Chefen

## Del 6 (Gustav)
1. ↑  Svensk mediedatabas, läs online.[källa från Wikidata]